# Сільвія Босурджі
Сільвія Босурджі (італ. Silvia Bosurgi, 17 квітня 1979) — італійська ватерполістка.
Олімпійська чемпіонка 2004 року, учасниця 2008 року.
Чемпіонка світу з водних видів спорту 2001 року, призерка 2003 року.